# Манглу, Ив
Ив Манглу (фр. Yves Manglou; род. 20 августа 1943, Бра-Панон, Реюньон) — реюньонский писатель и издатель, автор сочинений на французском языке и реюньонском креольском языке.

## Биография
Родился в городе Бра-Панон на острове Реюньон 20 августа 1943 года в семье Рене Манглу и Жаннет, урождённой Жермен. Отец писателя был учителем. Мать — домохозяйкой. Всего в семье было девять детей. Детство писателя прошло на родном острове. Начальное образование получил в школе в Квартье-Франсэ на берегу реки Гранд-Ривьер-Сен-Жан. В 1953 году, сдав вступительный экзамен, поступил в первый класс колледжа. Учился в общеобразовательном колледже в Силао. В 1959 году продолжил образование в лицее Леконт-де-Лисл в Сен-Дени. Во время обучения активно занимался спортом, особенно дзюдо и футболом, увлекался музыкой.
Окончив лицей, уехал в Париж, где начал самостоятельную жизнь. Работал в социальном фонде. Прошёл несколько заочных курсов в Высшей школе биохимии и биологии. Много путешествовал, побывал в Великобритании, Испании, Марокко, Нидерландах. В конце 1960-х годов в течение полугода работал преподавателем и директором молодёжного культурного центра в Сен-Бенуа на Реюньоне. Вернулся в Париж. До 1975 года занимал должность директора социально-культурных учреждений в Суази-су-Монморанси и Булонь-Бийанкуре. В 1977 году переехал из Парижа в Тулузу, затем в Кастр, где основал рекламное агентство. Защитил диссертацию «Анимация и развитие», совместно с Жаном Шулером. 
В 1987 году вернулся на Реюньон и основал издательскую компанию, затем издательство Пай-эн-кё-Нуар, в котором издал свои первые книги: «Бабушка Калле», «Чёрный, но коричневый» и другие. Позднее произведения писателя были переизданы издательством Орфи. В настоящее время является редактором детских изданий в издательстве Орфи. Принимает участие в многочисленных встречах по продвижению культуры Реюньона. Женат, является отцом троих дочерей. Большую часть времени проводит в плавании на парусной лодке.

## Сочинения
- «Бабушка Калле» (фр. Grand-mère Kalle, 1999)
- «Чёрный, но коричневый» (фр. Noir mais Marron)
- «Калубадия мадам Дебассайнс» (фр. Kaloubadia Madam Debassayns)
- «Тайна питона Лафурнэ» (фр. Le mystère du Piton de La Fournaise)
- «Сепинг, маленький язык» (фр. Zépingue le Petit Tangue)
- «Рождение Тиклу» (фр. La naissance de Ticlou)